# イギリス歴史学派
イギリス歴史学派（ イギリスれきしがくは、English historical school of economics）とは、ドイツほど有名では無いにせよ、デイヴィッド・リカードの演繹的手法が成功を収めた後の19世紀初頭、経済学における帰納的アプローチへの回帰を目指した一派。
フランシス・ベーコンやアダム・スミスら、経験主義や帰納法を重視した先人を継承したとされる。ウィリアム・ヒューウェルやウォルター・バジョット、アーノルド・トインビー、ジョン・ケルズ・イングラムらが属した。
なお、ドイツ歴史学派とは事実上無関係に発展を遂げており（イングラムのように影響を受けた者もいるが）、従前のイギリス経済学に対する批判意識により生まれたものとされている。

## 論点

### 帰納的アプローチ
古典派経済学や新古典派経済学の諸理論が取るような演繹的手法とは異なり、帰納的アプローチを追求。統計学的調査を慎重に行う必要性を認識しつつも、経済分析や政策に対する唯一の基準としての、「利益を最大化する個人」（経済人）なり「快楽と苦痛の計算」といった仮説を拒んでいる。利他主義者の総体に基づく分析を適切とする傾向が強い。

### 反普遍主義
リカード派やマーシャル派のように、経済政策が場所や時間に関係無く、普遍的に適用可能であるとする見解には立たない。要するに植民地主義や帝国を背景にして、自由貿易政策を正当化している事に、批判の目を向けたのである。
経済理論を歴史的・地域的に、相対的なものとして位置付け直そうという問題意識を概ね共有しているが、論者によっては経済理論の有効性をある程度認めたり、逆に経済現象における原理自体を否定するなど、振幅はある。

### 市場経済に対する相対的な疑問視
レッセ・フェールに対して極めて批判的であり、とりわけトインビーは社会活動家として人道主義の観点から、貧困や富の分配問題を市場原理の帰結と捉え、公的介入の必要性を世に問うた。
ただし、市場原理自体を全面的に否定したのではなく、むしろその下で成されたイギリス国内における富の蓄積を、歴史的成果として自負した側面が強い。市場経済の下での個人主義、あるいは自由主義の蔓延に警鐘を鳴らし、市場経済の浸透の結果、社会全体が私的領域に覆われてしまい、公的領域がその姿を消してゆくのを最も危惧したのである。

## 影響
ジョン・ステュアート・ミルやオーギュスト・コント、ハーバート・スペンサーらに影響を与え、ビクトリア朝後半には科学における進化論的概念の隆盛をもたらす。
なかんずく地質学、生物学そして社会学のみならず、経済では石炭や鉄に基づく製造業から、コミュニケーションや都市化、金融の他帝国への転換が図られてゆく。抽象的な理論に対しては歴史法学とも共闘。
19世紀初頭に産声を上げたイギリス歴史学派は、1870年代から1880年代にかけて決定的な影響力を保ち、これ以降も1920年代まで一定の勢力が確認されている。特にエコノミック・ジャーナルやエコノミック・レビューなど経済の専門誌に明確な足跡を残した。